# Estación de Nesslau-Neu St. Johann
La estación de Nesslau-Neu St. Johann es una estación ferroviaria de la localidad de Nesslau, perteneciente a la comuna suiza de Nesslau-Krummenau, en el Cantón de San Galo.

## Historia y situación
La estación de Nesslau-Neu St. Johann fue abierta en el año 1912 con la inauguración del tramo Ebnat-Kappel - Nesslau-Neu St. Johann de la línea Bodensee-Toggenburg-Bahn Romanshorn - Nesslau-Neu St. Johann por parte de la compañía homónima Bodensee-Toggenburg-Bahn (BT). BT se fusionó con SüdOstBahn (SOB) en 2001 para crear el 'nuevo' SOB.
La estación se encuentra ubicada en el centro del núcleo urbano de Nesslau. Consta de dos andenes laterales a los que acceden dos vías término. La estación anteriormente tenía un mayor número de vías, pero tras una reforma, pasó a tener la distribución actual. 
La estación está situada en términos ferroviarios en la línea Romanshorn - Nesslau-Neu St. Johann. Su dependencia ferroviaria colateral es la estación de Krummenau hacia Romanshorn.

## Servicios ferroviarios
Los servicios son prestados por SOB (SüdOstBahn):

### S-Bahn San Galo
En la estación inician y finalizan su trayecto los trenes de cercanías de una línea de la red S-Bahn San Galo:
- S 9 Wil - Wattwil - Nesslau-Neu St. Johann